# Вербицкий, Александр Евлампиевич
Александр Евлампиевич Вербицкий (1917—1956) — участник Великой Отечественной войны, командир корабля 27-го гвардейского бомбардировочного авиационного полка (14-я гвардейская бомбардировочная авиационная дивизия, 4-й гвардейский бомбардировочный авиационный корпус, 18-я воздушная армия), гвардии капитан. Герой Советского Союза.

## Биография
Родился 16 декабря (29 декабря по новому стилю) 1917 года в с. Камышеваха, ныне пгт Попаснянского района Луганской области Украины, в семье рабочего. Украинец.
По окончании технической школы работал слесарем-механиком паровозного депо станции Купянск Харьковской области.
В Красной Армии с 1936 года, служил в ВВС. В 1939 году окончил Ленинградское военное авиационно-техническое училище, в 1941 — штурманские курсы. Член ВКП(б)/КПСС с 1941 года.
Участник Великой Отечественной войны с июня 1941 года. Командир корабля 27-го гвардейского бомбардировочного авиационного полка гвардии капитан Александр Вербицкий к концу войны совершил 293 боевых вылета на бомбардировку важных военных объектов в тылу противника.
После окончания войны служил в Дальней авиации ВВС СССР, в том числе в г. Энгельсе.
Командир авиационного полка — полковник А. Е. Вербицкий погиб 27 июля 1956 года при катастрофе стратегического бомбардировщика «М-4». Катастрофа произошла при взлёте, над взлетно-посадочной полосой аэродрома «Энгельс-2».
Похоронен на кладбище г. Миргорода Полтавской области.

## Награды
- Звание Героя Советского Союза присвоено 15 мая 1946 года.
- Награждён двумя орденами Ленина, двумя орденами Красного Знамени, орденами Отечественной войны 1 степени и Красной Звезды, а также медалями.

## Память
- На мемориальном комплексе Вечной Славы в городе Миргороде установлен бюст Героя[2].